# Rhaphuma eleodina
Rhaphuma eleodina là một loài bọ cánh cứng trong họ Cerambycidae.